# Iridomyrmex haueri
Iridomyrmex haueri är en myrart som först beskrevs av Mayr 1867.  Iridomyrmex haueri ingår i släktet Iridomyrmex och familjen myror. Inga underarter finns listade i Catalogue of Life.